# Už Jsme Doma
Už Jsme Doma – czeska awangardowa grupa muzyczna powstała w 1985 roku w Cieplicach. W twórczości grupy można znaleźć elementy rockowe, punkowe i folkowe, chociaż twórczość zespołu wymyka się prostym podziałom na nurty muzyczne. Charakteryzuje się surrealistycznymi tekstami, zaskakującymi zmianami tempa utworów, melodyjnością nawiązująca do słowackich i morawskich korzeni (wielogłosowe partie wokalne, zaśpiewy itp.). Nazwa po polsku znaczy „Już jesteśmy w domu”.
Zespół realizuje się również w innych projektach artystycznych, takich jak performance, film, publikacje książkowe.

## Dyskografia
- Rock Debut no.7 (1989)
- Uprostřed Slov (1990)
- Nemilovaný svět (1992)
- Hollywood (1993)
- Unloved World (1993)
- Pohádky ze Zapotřebí (1995)
- Czech Alternative Music, vol I (1995)
- Czech Alternative Music, vol II (1996)
- Hollywood (reedycja, 1996)
- Czeching in (1996)
- Uprostřed slov (reedycja, 1996)
- Nemilovaný svět (reedycja zawierająca również Unloved World, 1997)
- Usi (1999)
- Rybi Tuk (2003)
- 20 Letu (2005)
- Triska (2005) (singel 7")
- 20 Letu / Puding (2006) (dwupłytowy album)
- Jeskyně (Caves) (2010)

## Filmy
- Wiosna, piekło, jesień, zima (Jaro, peklo, podzim, zima), reż. Václav Kučera, scenariusz Pavel Rajčan, Václav Kučera, Martin Velíšek, muzyka Miroslav Wanek, Jindřich Dolanský w wykonaniu Už Jsme Doma i zaproszonych gości, produkcja: Telewizja Czeska (1994).
- Czarodziejski Dzwon (Kouzelný zvon) (animowany), reż. Aurel Klimt, muzyka Miroslav Wanek.
- Guzikowcy (Knoflíkáři), reż. Petr Zelenka, muzyka Aleš Březina, Miroslav Wanek